# 開平橋

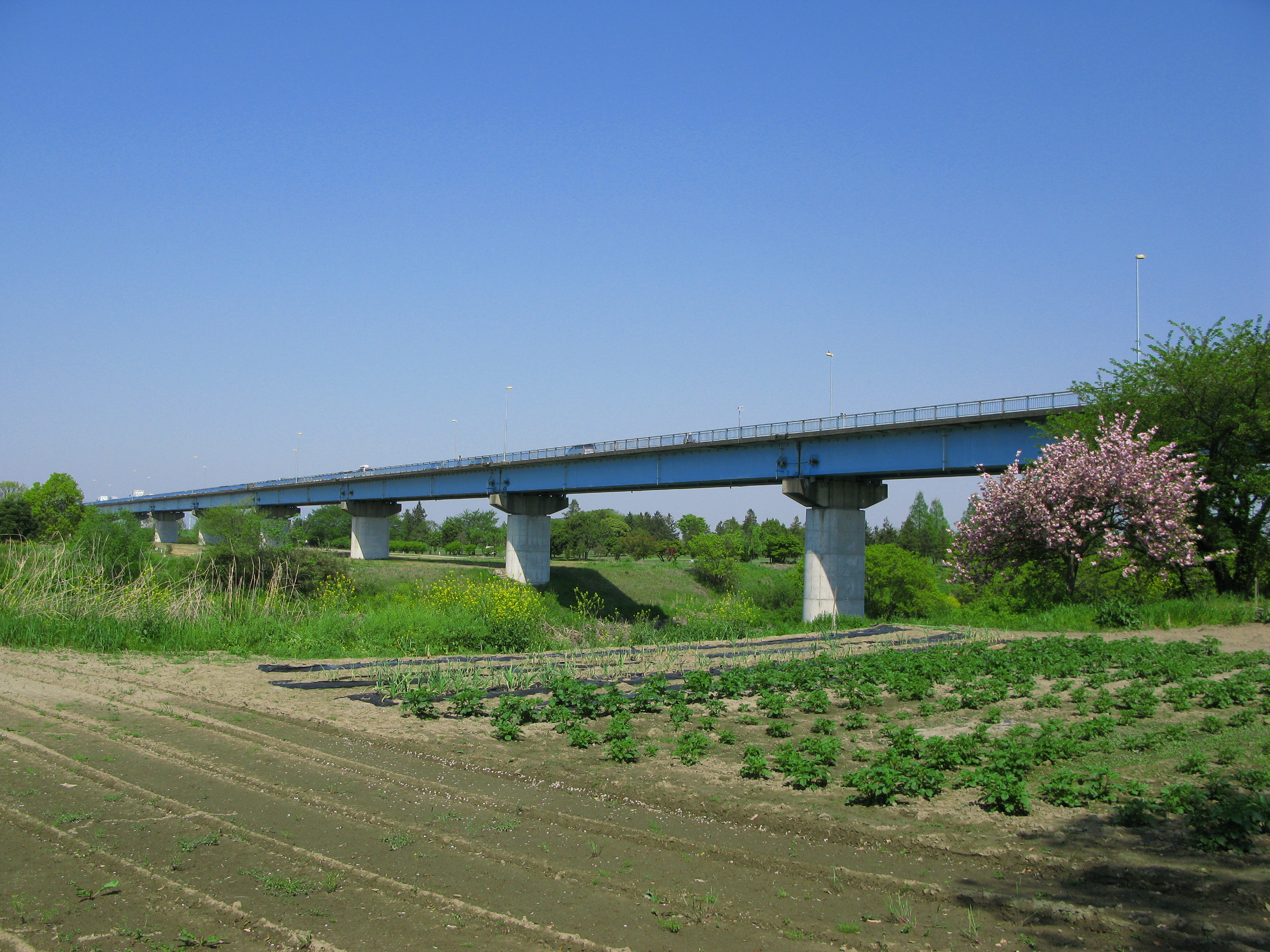
南側、右岸から見た開平橋（2010年5月）

開平橋（かいへいはし）は、埼玉県上尾市大字平方と同県川越市大字中老袋の境で荒川に架かる、埼玉県道51号川越上尾線の道路橋である。

## 概要
1977年完成の橋は、河口から48.0 kmの地点に架かる全長816.8メートル（内、鋼橋部717.0メートル）、幅員10.5メートル、主径間53.3メートルの鋼単純合成箱桁橋である。また、埼玉県の第一次緊急輸送道路に指定されている。右岸側は荒川低地のため連続した堤防が設けられているが、左岸側は大宮台地の縁に接続されており堤防が設けられていない。また、右岸側は荒川横堤である植木第1横堤に接続され、取り付け道路がその天端を通っている。すぐ西に入間川に架かる入間大橋がある。歩道は車道を挟んだ上流側および下流側の両側に設置されている。また、東武バスウエストの川越06系統（上尾駅西口-埼玉医科大学・川越駅）路線の走行経路である。上尾寄りのバス停は「橘神社前」が最寄り。

## 歴史

### 平方の渡し

1956年当時の旧開平橋

後の開平橋の付近には江戸時代の1638年（寛永15年）以前から平方河岸があって、渡船場（平方の渡し）を兼ねていた。この渡し場は平方村にあって上尾宿と川越の城下町を結ぶ道にあたっていた。河岸の少し上流側に位置し、船2艘を有する官設の渡船（官渡）で、渡船料は徒歩が1人3厘、荷馬が1疋8厘であった。渡船は1883年の橋の開通後に廃止されたが、大水の際に臨時に渡船を運航していた。

### 1883年の橋
明治時代になって地元の飯田甚左衛門らが出願して、はじめて橋が架けられた。1883年（明治18年）12月16日に完成した開平橋は、全長51間（92.7メートル）、幅9尺（2.73メートル）の舟橋で、杭につないだ10艘の舟の上に板を載せたものであった。橋の落成式典は同日11時より挙行されたことが、川越氷川神社宮司によって記録されている。橋の位置は今より少し川上にあった。建設の材料と費用は近くの神社（現在の橘神社）の木を伐採して得た。橋の一部である左岸側から2番目の船が、摩鉄と称する回転用金具を軸に旋回橋のように上流側に扇形に6間分開閉して、荒川を通る船が通航できるようになっていた。橋名の由来はこの様子による他、平方村の開拓への思いから付けられたと言われている。有料橋で通行料は5厘であった。
埼玉県立川の博物館に初代の開平橋の模型があり、橋が開閉する様子が展示されている。

### 1891年の橋
最初の開平橋が洪水で損傷したため、1890年（明治23年）7月に修繕願いが提出され、大修繕の末1891年（明治24年）6月に新たに舟4艘と橋脚10組（各2本）で支える橋に架けなおされた。長さ62間（約112.7メートル）、幅2間（約3.6メートル）であった。有料橋であった。固定橋となったこの橋はもはや船の通航を許さず、荒川舟運は手前の平方河岸までとなった。終着点になった平方河岸は、しだいに鉄道に輸送を奪われつつも、最後の繁栄を迎えた。

### 1911年頃の橋

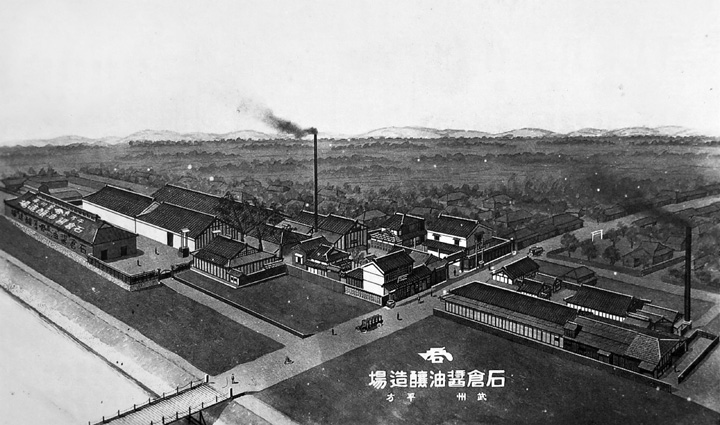
開平橋と平方にあった工場群（明治末期頃）

1910年（明治43年）の大水で再び壊れた開平橋は、1911年（明治44年）頃に少し上流側で街道の延長線上に架けなおされた。 このときに舟は廃され、橋脚がある板橋になった。また、この橋の開通によって渡船は完全に廃止された。長さ62間（約112.7メートル）、幅12尺（約3.6メートル）であった。橋は平方村が管理した。大水のときに水面下に沈む冠水橋（かんすいきょう）で、水位が上がると橋の板を取り外さなければならなかった。有料橋で通行料は1銭であった。この橋は1932年（昭和7年）-1933年（昭和8年）頃に大破したが、日中戦争の戦時下にあって架け替えが認められなかった。よって部分的な補修が行なわれた。
なお、1935年（昭和10年）に通行料が廃止されたといわれている。

### 1952年の橋
1952年（昭和27年）に新しい開平橋がやや下流側に架けられ、2月16日に開通式が行われた。着工は1951年10月で、架設には県費500万円が投じられた。これは長さ91メートル、幅4.5メートルの木橋であった。水位が上がると冠水する冠水橋であることは前と同じであったが、バスやトラックの通行が可能であった。1958年9月に流失した。

### 1959年の橋
1959年（昭和34年）に鉄筋コンクリートの橋脚に架け直した。橋桁と橋面は木製で、増水すると水をかぶるのは前と同じであった。水没時に流されないようにするため、欄干がなかった。人や車の転落事故が絶えず、応急に簡易な欄干をあてた。また、この橋の完工により、川越と上尾を結ぶ路線バスの直通運行が開始され、1日5往復運行された。1977年に新しい開平橋が完成した後もこの橋の使用は継続されたが、1985年（昭和60年）7月に撤去された。取り付け道路は右岸側橋詰付近の一部はゴルフ場の敷地内の私道に転用されたが、両岸側とも現存している。

### 1977年の橋
1977年（昭和52年）4月1日に、今までの橋より川下の位置に総工費14億5655円をかけて永久橋が架けられた。建設には1971年（昭和46年）から6年かかった。これが現在の開平橋である。長さ816.8メートル、幅10メートルある。橋の施工は東京鐵骨橋梁、東日本鉄工、宮地鉄工所（現、宮地エンジニアリング） が担当した。また、左岸側は県道66号桶川浦和線（現、埼玉県道57号さいたま鴻巣線）の交差点（現、開平橋交差点）までの取り付け道路が整備され、開通当初は平方地内で橋までの交通の流れが二ヶ所の交差点を挟みクランク状となっていたが、その後開平橋交差点から地頭方交差点までの総延長1930メートルにも及ぶ線形改良工事が実施され、途中の平方交差点（馬蹄寺前）までの取り付け道路となる区間（A工区、400 m）が、既存の道路から下流側に緩やかなS字カーブで分岐するように付け替えられ、交通の流れが良くなった。開通式は1991年（平成3年）2月28日に挙行され、上尾市長ほか、近隣首長によるテープカットが行われた。なお引き続き地頭方交差点までのバイパス工事（B・C工区）が行なわれ、1997年（平成9年）4月開通した。付け替え前の道路は市道に降格され、現在も生活道路として存続している。

## 付近
荒川の河川敷は上流側は右岸側に、下流側は左岸側に広く取られている。その河川敷のかつての荒川と入間川の合流点の場所に三ツ又沼ビオトープ（河跡湖）があり、希少な動植物が生息する。河川敷は主にゴルフ場などのレジャー施設として利用されている他は農地となっている。近年までは下流側の河川区域内には小規模な集落もあった。橋のある場所は1969年（昭和44年）度より埼玉県が水質測定を行う地点のひとつに加えられている。橋の下流側に上尾市およびさいたま市西区の飛地が存在する。また、毎年夏になると橋周辺の河川敷で「あげお花火大会」が開催され、見物客で賑わう。
- リバーサイドフェニックスゴルフクラブ - 西野橋の指定管理者
- 八枝神社
- 橘神社
- 馬蹄寺 - 埼玉県指定天然記念物の「馬蹄寺のモクコク」がある[33]。
- 上尾平方郵便局
- 埼玉県立上尾橘高等学校
- 秀明英光高等学校
- 入間大橋緑地
- ウエストポイント（モトクロス場）
- 上尾中堀川
- 植木第2横堤[7]

## その他
- 開平橋は埼玉県のぐるっと埼玉サイクルネットワーク構想に基づき策定された「自転車みどころスポットを巡るルート」の「荒川探訪ルート」の経路に指定されている[34]。

## 風景

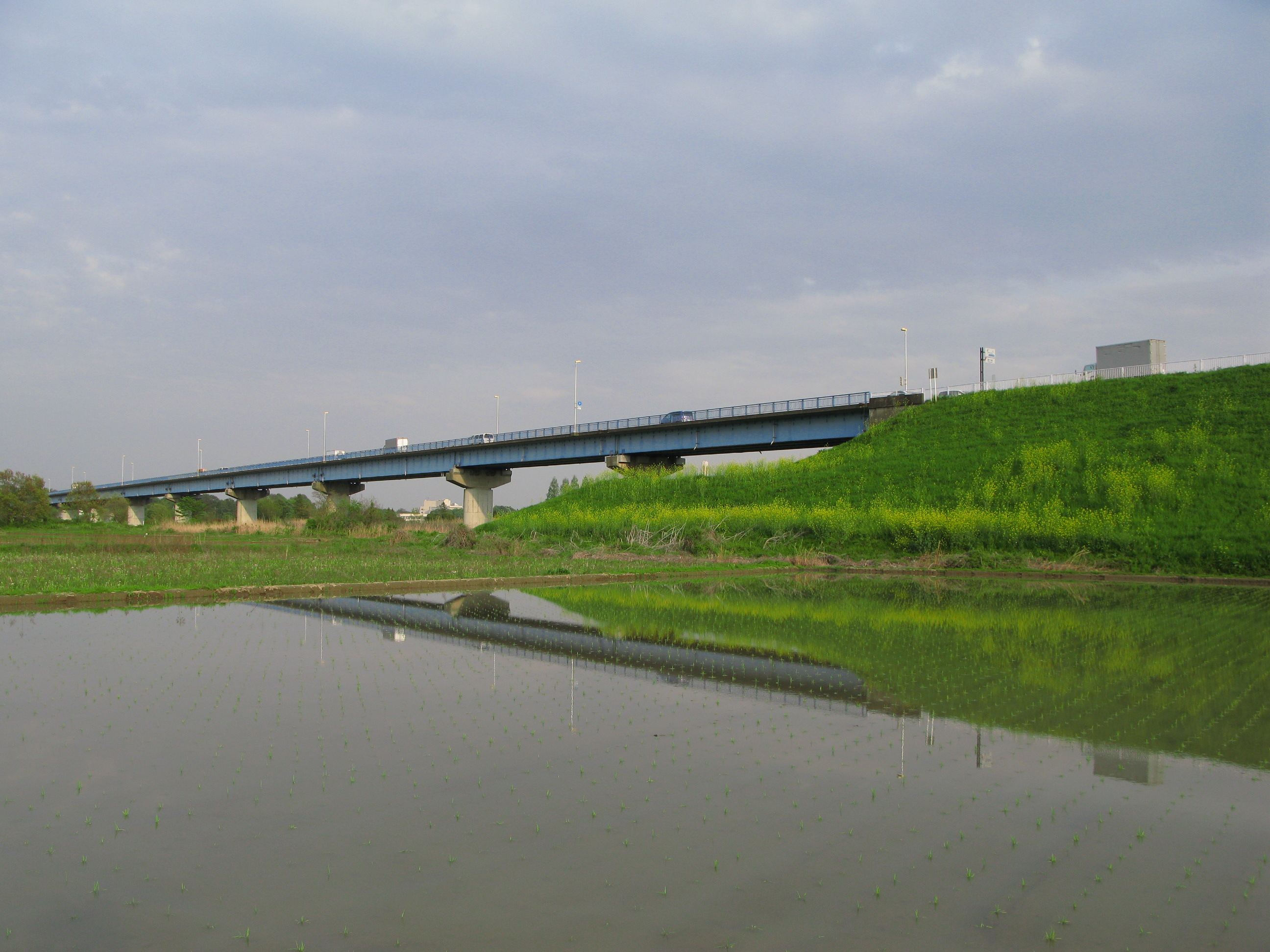
右岸上流側から。
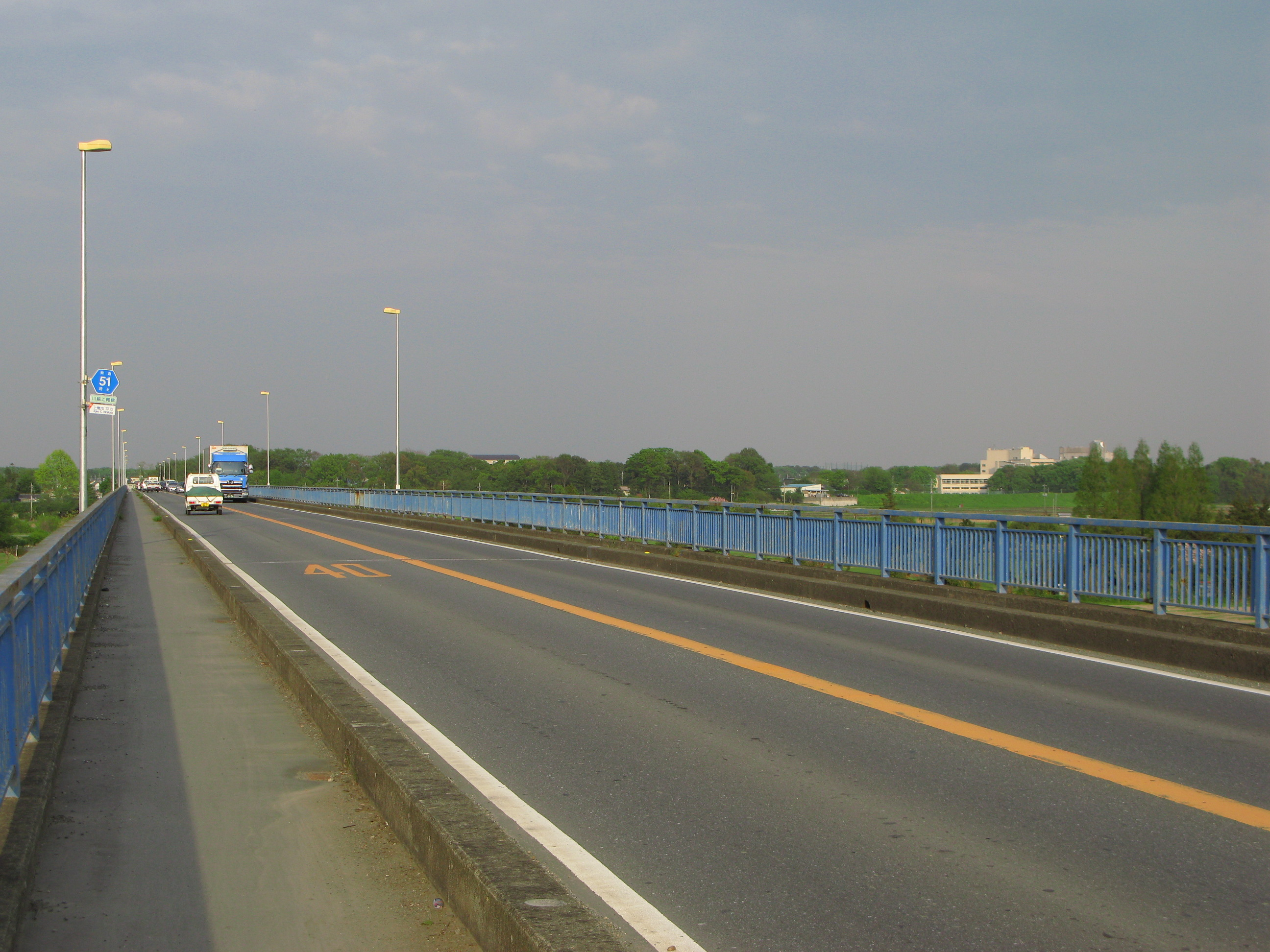
開平橋の上から上尾方面を望む。
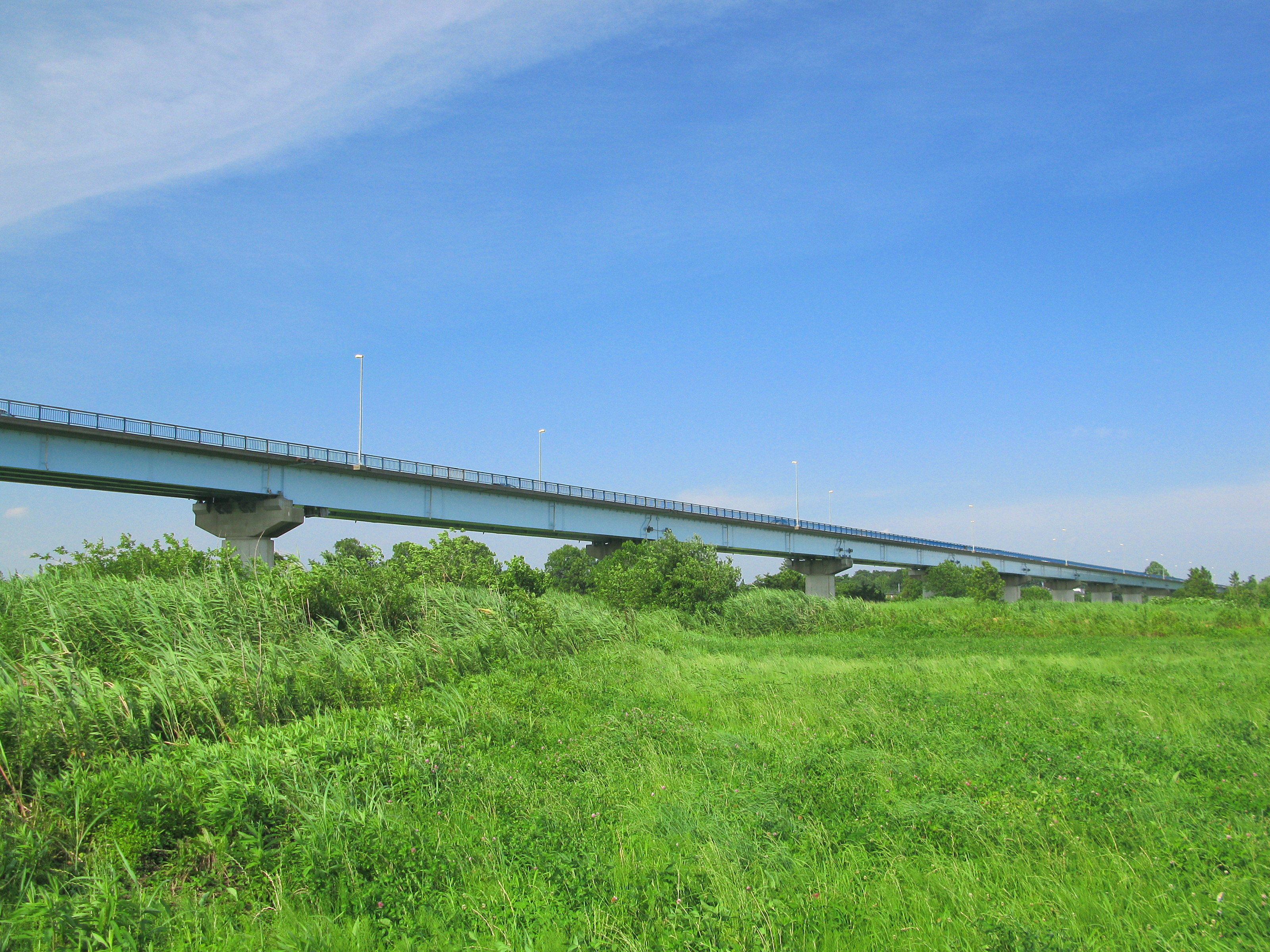
右岸下流側から。

## 隣の橋
- 荒川

（上流） - 樋詰橋 - 西野橋 - 開平橋 - 上江橋 - 荒川橋梁 - （下流）